# Анцулас, Йоргос
Йо́ргос Анцу́лас (греч. Γιώργος Αντζουλάς; род. 4 февраля 2000, Триполис, Греция) — греческий футболист, защитник клуба «Астерас».

## Клубная карьера
Анцулас — воспитанник клуба «Астерас» из своего родного города. 11 января 2018 года в поединке Кубка Греции против столичного «Атромитоса» он дебютировал за основной состав. Летом того же года итальянская «Фиорентина» взяла игрока в аренду с правом выкупа за 2 млн. евро, Йоргос выступал только за молодёжную команду и «фиалки» отказались выкупать его трансфер. 24 августа 2019 года в матче против «Олимпиакоса» он дебютировал в греческой Суперлиге.